# 沽河街道
沽河街道是中国山东省青岛市莱西市下辖的一个街道。沽河街道名称是泛指以大沽河流域的行政区域而得其名，后因大范围的大沽河流域仍在孙受镇，以至于原“沽河街道”名不副实，2012年12月，莱西市政府借助新一次的行政区划，将孙受镇，合并设立新的沽河街道，完成了新的行政区划，使得沽河街道名正言顺。
2003年6月23日，经山东省政府批准，撤牛溪埠镇设立沽河街道，目前，已被确定为莱西市西部新区，辖49个行政村，总面积97.8平方公里，7.8万亩耕地，总人口4.2万。
2012年12月11日撤销沽河街道、孙受镇，合并设立新的沽河街道，原沽河街道和孙受镇行政区域为新的沽河街道行政区域。

## 行政区划
沽河街道下辖：
岭西头村、甲瑞村、前庄扶村、中孟格庄村、李家荒村、邹家疃村、前胡埠庄村、后胡埠庄村、东道格庄村、栾家庄村、三教村、后庄扶村、铁家庄村、西庄村、凤凰屯村、崔家埠村、长清村、刁家埠村、后孟格庄村、前孟格庄村、高家村、前进村、孙家疃村、吕家庄村、潘格庄村、望连庄村、上庄村、于家洼村、西沙埠村、于家寨子村、向阳岭村、长院村、东沙埠村、傅家庄村、青石埠村、北栾家寨村、邢家村、南栾家寨村、大高岚村、郭旺庄村、黑岚埠村、西道格庄村、孙家泊村、周家庄村、散水头村、杨家洼村、早朝村、牛溪埠村和林家庄村。

## 人口
2010年中国第六次人口普查时，沽河街道共有人口41117人。共有家庭12498户，平均每户2.97人。14岁以下的少年儿童共5346人，占总人口13.00%；15-64岁人口共30573人，占总人口74.35%；65岁及以上的老年人共5198人，占总人口的12.64%。男性共计20616人，占总人口50.13%；女性共计20501，占总人口49.86%。本地居住的人口中，拥有本地户籍的人口为36146人，占87.91%。